# Peter Menzies Jr.
Peter Gary Menzies Jr. (Sydney, ...) è un direttore della fotografia australiano.
È nato a Sydney e ha incominciato ad avere a che fare con l'industria cinematografica grazie a suo padre, Peter Menzies.

## Filmografia

### Cinema
- White Sands - Tracce nella sabbia (White Sands), regia di Roger Donaldson (1992)
- Posse - La leggenda di Jessie Lee (Posse), regia di Mario Van Peebles (1993)
- Getaway (The Getaway), regia di Roger Donaldson (1994)
- Die Hard - Duri a morire (Die Hard with a Vengeance), regia di John McTiernan (1995)
- Hayride to Hell, regia di Kimble Rendall (1995)
- Il momento di uccidere (A Time to Kill), regia di Joel Schumacher (1996)
- Pioggia infernale (Hard Rain), regia di Mikael Salomon (1998)
- La figlia del generale (The General's Daughter), regia di Simon West (1999)
- Il 13º guerriero (The 13th Warrior), regia di John McTiernan (1999)
- Faccia a faccia (The Kid), regia di Jon Turteltaub (2000)
- La mossa del diavolo (Bless the Child), regia di Chuck Russell (2000)
- Lara Croft: Tomb Raider, regia di Simon West (2001)
- Kangaroo Jack - Prendi i soldi e salta (Kangaroo Jack), regia di David McNally (2003)
- L'uomo di casa (Man of the House), regia di Stephen Herek (2005)
- Miss F.B.I. - Infiltrata speciale (Miss Congeniality 2: Armed & Fabulous), regia di John Pasquin (2005)
- The Great Raid - Un pugno di eroi (The Great Raid), regia di John Dahl (2005)
- Four Brothers - Quattro fratelli (Four Brothers), regia di John Singleton (2005)
- Chiamata da uno sconosciuto (When a Stranger Calls), regia di Simon West (2006)
- Shooter, regia di Antoine Fuqua (2007)
- L'incredibile Hulk (The Incredible Hulk), regia di Louis Leterrier (2008)
- Scontro tra titani (Clash of the Titans), regia di Louis Leterrier (2010)
- Abduction - Riprenditi la tua vita (Abduction), regia di John Singleton (2011)
- Quello che so sull'amore (Playing for Keeps), regia di Gabriele Muccino (2012)
- Killing Season, regia di Mark Steven Johnson (2013)
- I mercenari 3 (The Expendables 3), regia di Patrick Hughes (2014)
- Gods of Egypt, regia di Alex Proyas (2016)
- Peter Rabbit, regia di Will Gluck (2018)
- Un viaggio a quattro zampe (A Dog's Way Home), regia di Charles Martin Smith (2019)
- Peter Rabbit 2 - Un birbante in fuga (Peter Rabbit 2: The Runaway), regia di Will Gluck (2021)

### Televisione
- Traveler - serie TV, episodio 1x01 (2007)
- Hawthorne - Angeli in corsia (Hawthorne) - serie TV, episodio 1x01 (2009)
- Radici (Roots) - miniserie TV, 3 puntate (2016)